# بی‌بی‌کی الکترونیکس
شرکت بی‌بی‌کی الکترونیکس (به انگلیسی: BBK Electronics) و (به چینی: 步步高电器) یک شرکت چند ملیتی الکترونیکی چینی تولیدکننده تخصصی قطعات الکترونیکی بود که در تولید قطعات تلویزیون، دستگاه پخش صوت دیجیتال، دوربین دیجیتال، تلفن همراه و … تخصص داشت. محصولات شرکت در بازار گوشی‌های هوشمند در برندهای اوپو الکترونیکس، وان پلاس، ویوو و دیسک بلو-ری، هدفون و آمپلی فایر هدفون در زیر بخش اوپو دیجیتال و … استفاده میشدند.
این شرکت در ۷ آوریل ۲۰۲۳ منحل شد.